# Gilles Duceppe
Gilles Duceppe (ur. 22 lipca 1947 w Montrealu) – polityk kanadyjski z prowincji Quebec, od 1997 lider opozycji i przywódca separatystycznej partii Blok Quebecu, która chce odłączyć prowincję od Kanady przez uzyskanie niepodległości. Jest posłem w kanadyjskiej Izbie Gmin od 1990.